# Западная область (Гана)
За́падная о́бласть (англ. Western Region) — одна из 16 областей Ганы, административно-территориальная единица первого уровня, на побережье Гвинейского залива. Административный центр — Секонди-Такоради.
Граничит с областью Вестерн-Норт на севере, Центральной областью — на востоке, Кот-д’Ивуаром — на западе.
После обретения независимости Ганы от Великобритании 6 марта 1957 года, в 1958 году прибрежный регион бывшей британской колонии Золотой Берег был разделён на Восточную и Западную области Ганы. В 1959 году из состава Западной области выделена Центральная область.
27 декабря 2018 года был проведён референдум, по результатам которого область Бронг-Ахафо разделена на области Боно, Боно-Ист и Ахафо, из Северной области выделены области Норт-Ист и Саванна, из области Вольта — Оти, из Западной области — Вестерн-Норт. Создание новых областей стало выполнением предвыборного обещания Новой патриотической партии перед всеобщими выборами в Гане 7 декабря 2016 года, на которых партия одержала победу. Лидер партии Нана Акуфо-Аддо стал президентом по результатам этих выборов. Новый президент создал министерство реорганизации и развития областей. Новые области созданы 13 февраля 2019 года.
Является одной из наиболее значительных по численности населения областей, наряду с Восточной областью, Ашанти и столичной областью Большая Аккра. По состоянию на 1977 года в Восточной области шёл процесс развития городов на стадии образования городских агломераций несколько медленнее, чем в Западной области.
В Западной области (Виосо, Самребои, Престеа, Инсу, Атейку, Сефви-Виосо, Бибиани) ведутся основные лесозаготовки.